# Leiostola
Leiostola é um gênero de traça pertencente à família Arctiidae.